# Closer to Daylight
Closer To Daylight è il secondo album in studio dei Soul Secret, pubblicato nel 2011.

## Tracce
1. Checkmate - 5:51 - (musica dei Soul Secret - testo di Antonio Mocerino)
2. River's Edge - 6:48 - (Soul Secret - Mocerino)
3. If - 3:48 - (Soul Secret - Di Gennaro)
4. The Shelter - 7:52 - (Soul Secret - Di Gennaro)
5. Pillars Of Sand - 9:09 - (Soul Secret - Di Gennaro)
6. October 1917 - 3:34 - (Manda, Vittozzi - Vittozzi)
7. Behind The Curtain - 8:47 - (Soul Secret - Di Gennaro)
8. Aftermath - 16:43 - (Casaburi, Di Gennaro, Menses, Mocerino, Vittozzi - Vittozzi, Di Gennaro)

## Formazione
- Claudio Casaburi – basso
- Luca Di Gennaro – tastiere e programmazione
- Fabio Manda – voce
- Antonio Mocerino – batteria
- Antonio Vittozzi – chitarre

Ospiti
- Marco Sfogli – assolo di chitarra in River's Edge
- Anna Assentato - seconda voce in If
- Arno Menses - voce in Aftermath

Produzione
- Tommaso Allocca - ingegnere del suono
- Markus Teske – missaggio e mastering
- Alexandra V Bach - artwork